# كورتيس جيمس بيرد
كورتيس جيمس بيرد هو سياسي كندي، ولد في 1 فبراير 1838، وتوفي في 13 يونيو 1876 في لندن في المملكة المتحدة.